# Himantozoum crassiavicularium
Himantozoum crassiavicularium är en mossdjursart som beskrevs av Jean-Loup d'Hondt och Gordon 1999. Himantozoum crassiavicularium ingår i släktet Himantozoum och familjen Bugulidae. Inga underarter finns listade i Catalogue of Life.